# Sezima z Vrtby
Sezima Jan hrabě z Vrtby (1578 Červený Hrádek – 6. března 1648 Praha) byl český šlechtic a zakladatel hraběcí linie Vrtbů. Od mládí se angažoval ve veřejném dění, uplatnil se především v pobělohorském období jako stoupenec habsburské politiky a v roce 1624 získal hraběcí titul. Desítky let zastával vysoké funkce ve správě Českého království, naposledy byl nejvyšším zemským komorníkem (1644–1648). Dědictvím a nákupy z pobělohorských konfiskací získal značný majetek především na Sedlčansku. V Praze nechal postavit Vrtbovský palác, který potomci obohatili o proslulou Vrtbovskou zahradu.

## Život

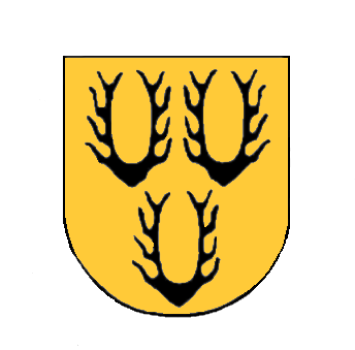
Erb pánů z Vrtby

Pocházel ze starého českého rodu pánů z Vrtby, narodil se pravděpodobně na Červeném Hrádku jako mladší syn Jana z Vrtby († 1616) a jeho manželky Magdaleny, rozené z Říčan († 1617). Svou kariéru zahájil ve službách Rožmberků a v roce 1591 se připomíná na Bechyni, sídla Petra Voka z Rožmberka. Později byl několikrát hejtmanem Vltavského kraje za panský stav (1606–1607, 1608–1609, 1610–1611). Svůj další vzestup ve službách Habsburků spojil s přestupem na katolickou víru (1615), za vlády císaře Matyáše se stal císařským radou, komorníkem a hejtmanem Nového Města pražského. V letech 1615–1616 byl naposledy hejtmanem Vltavského kraje a v roce 1617 byl jmenován přísedícím zemského soudu.

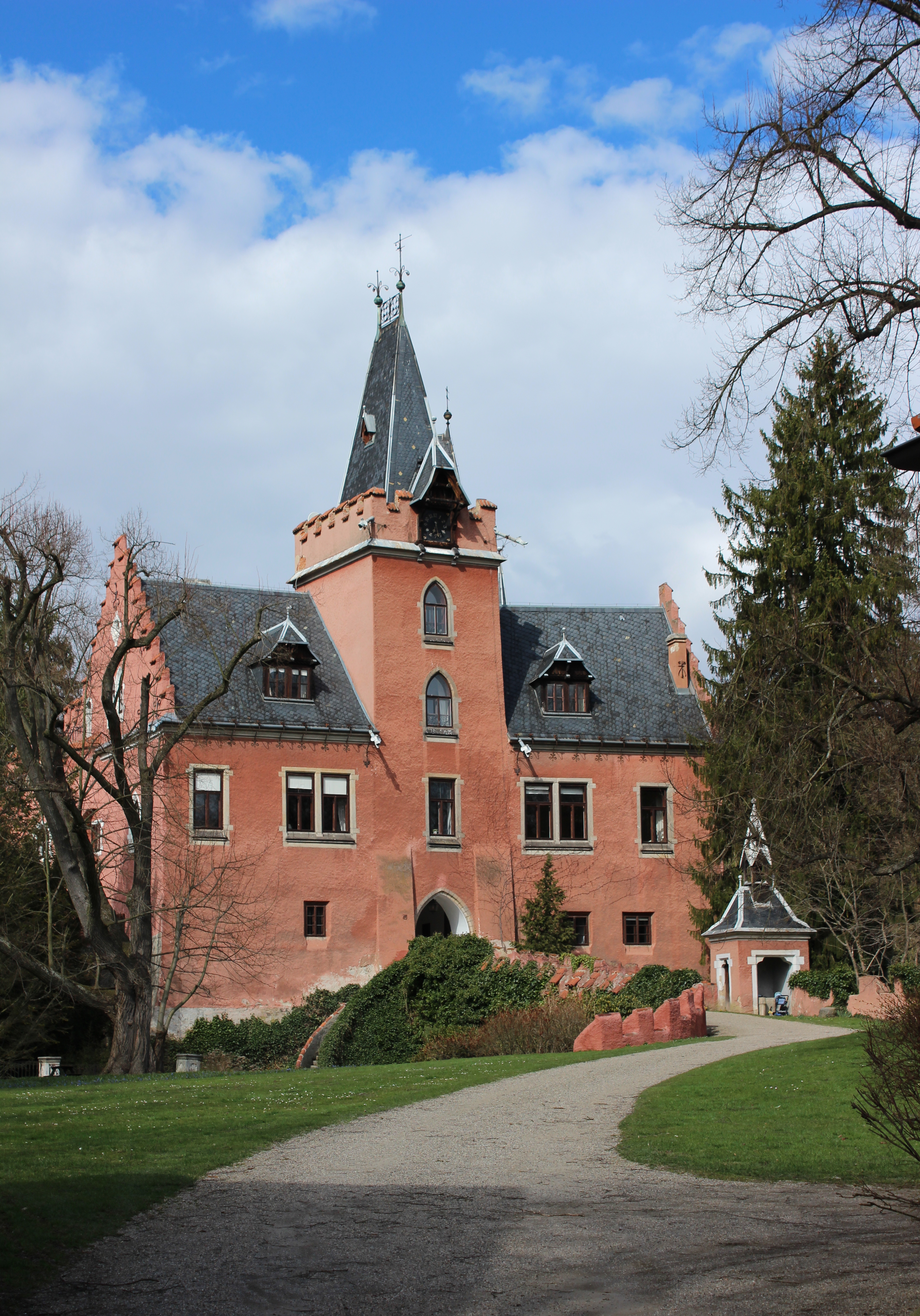
Zámek Červený Hrádek

Během stavovského povstání zachoval věrnost Ferdinandovi II., po Bílé hoře se zařadil mezi přední osobnosti rekatolizace a zastával vysoké funkce ve správě Českého království. Znovu převzal úřad hejtmana Nového Města Pražského a jako člen konfiskační komise se výrazně obohatil nákupy statků zabavených povstalcům. V roce 1624 byl za zásluhy povýšen do hraběcího stavu, téhož roku byl jmenován prezidentem české komory (1624–1625). Tuto funkci zastával jen krátce a poté byl v letech 1624–1640 dvorským hofmistrem. Souběžně byl od roku 1638 nejvyšším zemským sudím a nakonec se stal nejvyšším zemským komorníkem (1644–1648). Proslul také jako mecenáš katolické církve. Z jeho iniciativy vznikl františkánský klášter ve Voticích (1627–1631), který přislíbil založit v případě narození syna. Z vděčnosti ke sv. Františkovi z Assisi dostávali pak potomci dalších generací Vrtbů jako druhé křestní jméno František (tato tradice byla víceméně dodržována až do vymření rodu v roce 1830).
Hrabě Sezima z Vrtby zemřel v Praze 6. března 1648 ve věku sedmdesáti let a byl pochován ve františkánském klášteře ve Voticích. Krátce poté se na zámku ve Voticích zastavil na své cestě po Čechách císař Ferdinand III. a již v této době se tradovaly pověsti o tom, že hrabě Sezima po své smrti straší, což vycházelo z jeho nepříliš dobré pověsti u poddaných.

## Majetkové poměry

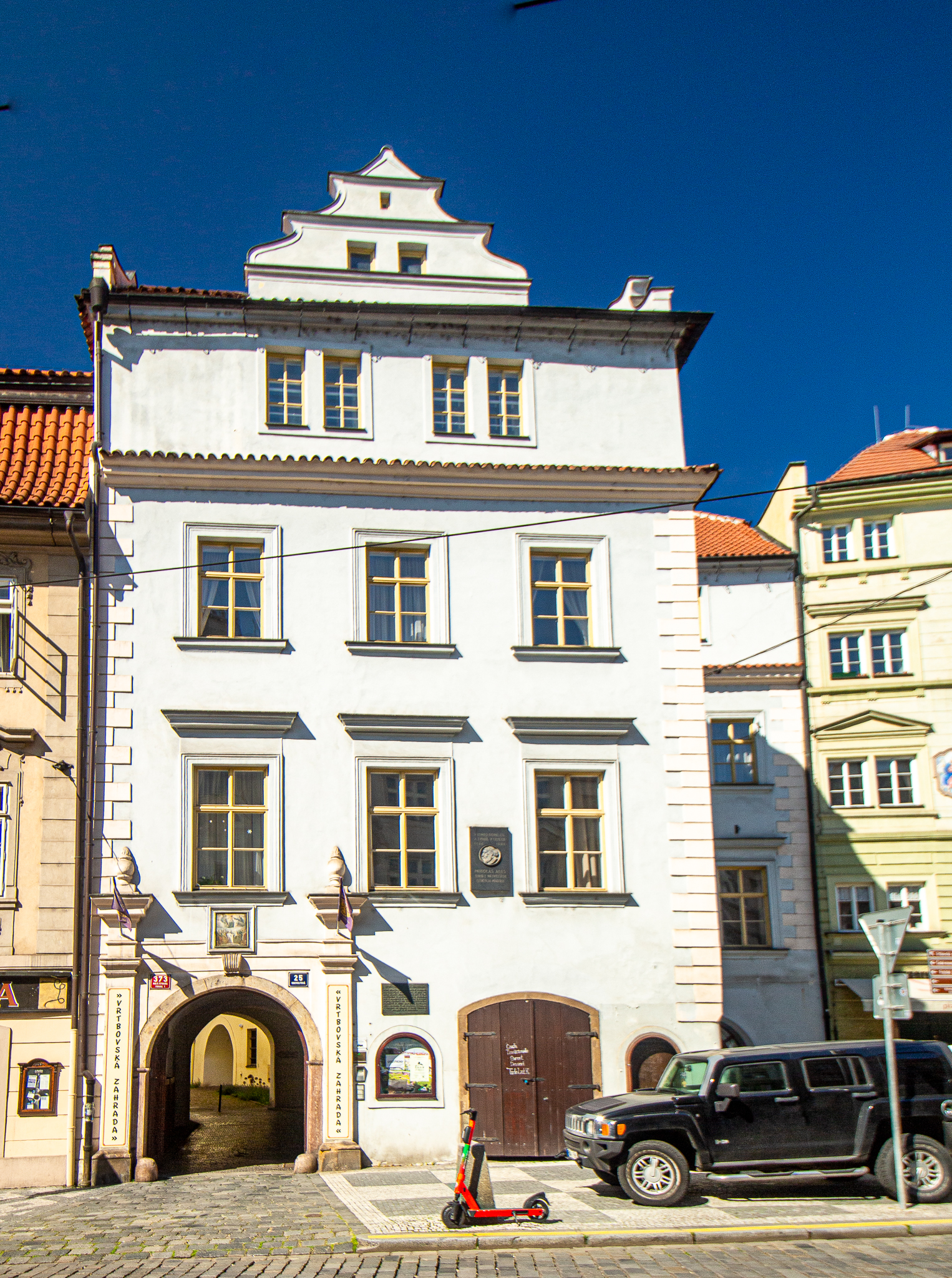
Vrtbovský palác v Praze

Se svou první manželkou Dorotou z Říčan vyženil statek Křešice u Votic, k němuž v roce 1616 přikoupil nedaleké Podolí. Již od roku 1609 spravoval také Vrchotovy Janovice s městečkem, zámkem, pěti vesnicemi a hospodářským dvorem, které krátce předtím koupil jeho otec. Po matčině úmrtí pak zdědil navíc Červený Hrádek (1617). Jako člen konfiskační komise využil po Bílé hoře možnosti levných nákupů a získal několik velkých panství. V roce 1621 koupil za 18 000 zlatých panství Votice s třinácti vesnicemi a několika poplužními dvory zabavené Kaplířům ze Sulevic. Další velkou akvizicí byl nákup panství Kosova Hora s městečkem a zámkem, tvrzí ve Vojkově, čtrnácti vesnicemi, příslušenstvím v dalších sedmi vesnicích a čtyřmi poplužními dvory. Tento majetek získal v roce 1623 za 27 644 zlatých od Albrechta z Valdštejna, který je o rok dříve převzal jako konfiskát po rodu pánů z Říčan. K Voticím pak v roce 1623 přikoupil ještě sousední statek Beztahov s dvěma tvrzemi a šesti vesnicem, taktéž konfiskát po Říčanských. Z odhadní ceny 21 238 kop grošů míšeňských mu bylo odpuštěno 7 000 zlatých za zásluhy. Dědictvím a nákupy vytvořil na Sedlčansku rozsáhlé panství, které pak dědicové ještě rozšířili.

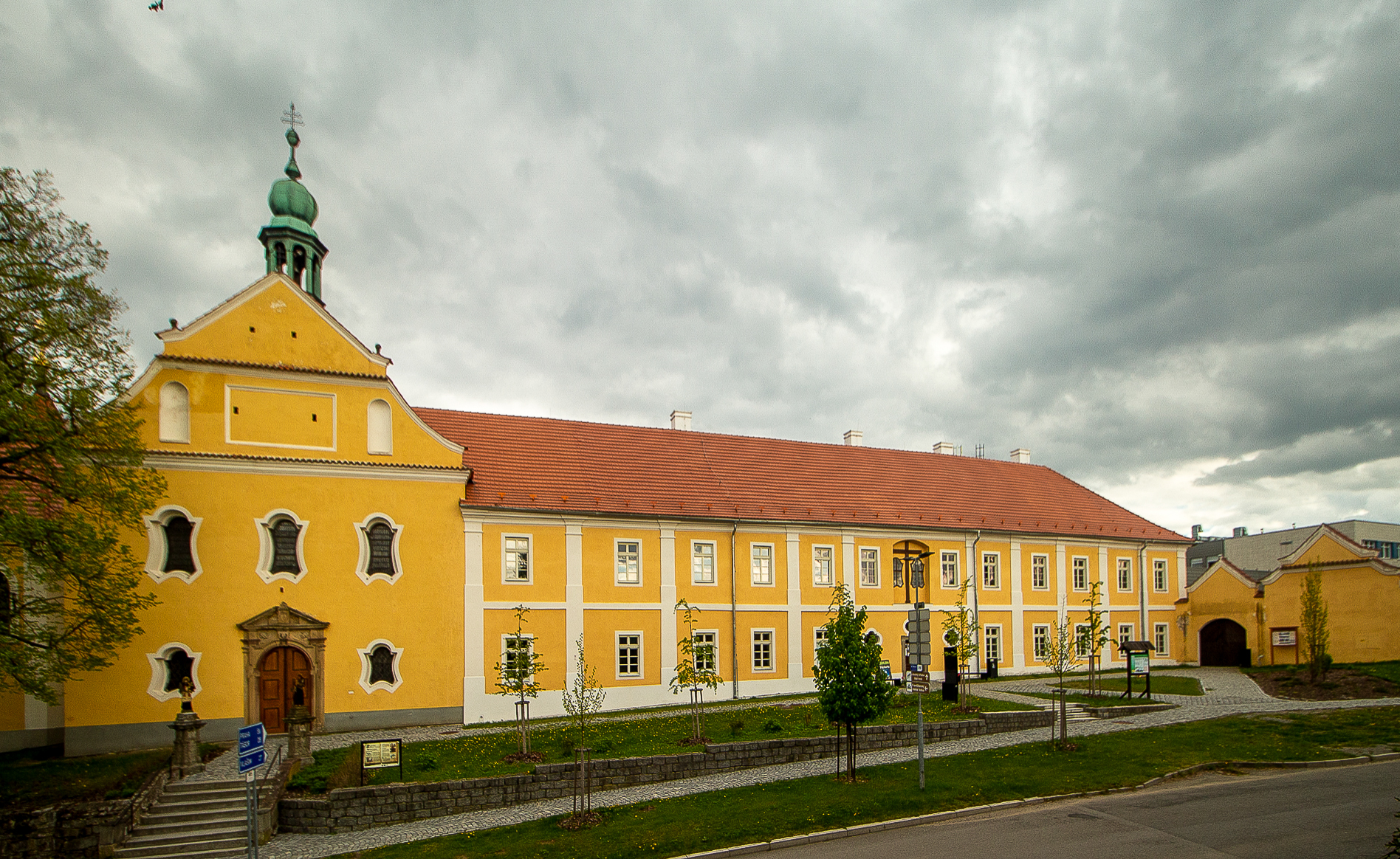
Františkánský klášter ve Voticích

Nakupoval ale i v jiných částech Čech. Na Táborsku získal v roce 1622 statek Neznašov s vesnicí Temelín zkonfiskovaný Bohumilu a Zdeňkovi Kořenským z Terešova. Ti zemřeli ještě během povstání, posmrtně ale byli osvobozeni od trestu. V nepřehledných poměrech měl Sezima z Vrtby vyplatit část předepsané odhadní ceny nezletilým synům Zdeňka Kořenského, vyrovnání s potomky Kořenských však nebylo dořešeno ještě koncem 17. století. Jako konfiskát získal také dům v Karmelitské ulici na Malé Straně zabavený Kryštofu Harantovi (1623). K němu přikoupil v roce 1627 ještě sousední dům a v letech 1627–1631 nechal oba domy spojit a přestavět do podoby pozdně renesančního paláce známého dodnes pod názvem Vrtbovský palác. V okolí Prahy získal statek Nusle (1628), kde nechal kolem roku 1640 postavit raně barokní zámek. a nakonec koupil Mikovice u Kralup nad Vltavou (1641) s výstavní tvrzí a rozsáhlým hospodářským zázemím. V roce 1646 ke svému majetku připojil ještě panství Křimice na Plzeňsku, které zdědil po švagrovi Jindřichovi Strojetickém ze Strojetic, nevlastním synovi Purkarta Točníka z Křimic. Křimické panství patřilo dlouhodobě k dobře obhospodařovanému majetku a bylo základem domény Vrtbů až do vymření rodu v roce 1830. Ke Křimicím patřily ještě připojené statky Cebiv a Tlučná.

## Rodina
Sezima z Vrtby byl celkem třikrát ženatý. První sňatek uzavřel v roce 1609 s Dorotou z Říčan, jeho druhou manželkou byla Judita Španovská z Lisova a nakonec se v roce 1630 oženil s Barborou Eusebií z Martinic († 1656), dcerou Jaroslava Bořity z Martinic. Jaroslav z Martinic se zároveň oženil se Sezimovou nejstarší dcerou Eliškou (Alžbětou). Sezimova třetí manželka Barbora Eusebie se dva roky po ovdovění provdala podruhé za braniborského kurfiřta Kristiána Viléma (1588–1665), s nímž pak žila na zámku Nový hrad v severních Čechách, zároveň ale spravovala majetek za nezletilé syny Jana Františka a Ferdinanda Františka. Z prvního Sezimova manželství pocházel syn Václav František († 1686), který byl rytířem Maltézského řádu a zdědil panství Neznašov. Křimické panství zdědil syn Jaroslav František († 1659), po jeho předčasném úmrtí přešly Křimice na Václava Františka. Další majetek si rozdělili synové ze třetího manželství Jan František (1631–1687; Červený Hrádek, Kosova Hora) a Ferdinand František Leopold (1636–1712; Votice, Vrchotovy Janovice), kteří založili dvě nové rodové linie. K rozdělení dědictví mezi Sezimovo potomstvo došlo až v roce 1657 a při té příležitosti byl pořízen podrobný soupis, který dokládá rozsah rodového majetku a stav panských rezidencí.

## Legenda o bílé paní
Se Sezimou z Vrtby je úzce spojen také portrét, nacházející se na zámku ve Vrchotových Janovicích, jež zachycuje mladou dívku ve zdobné róbě. Historie obrazu není zcela přesně známá, ale právě on dal vzniknout pověsti o bílé paní, která je dnes považována za strážkyni zámku.
O tajemné dámě z plátna tradují hned dvě verze. Ta první mluví o Juditě Španovské z Lisova, manželce Sezimy z Vrtby. Judita se údajně zamilovala do kněze z nedalekého panství a žárlivý manžel ji za to dal přísně potrestat. Juditina milence čekala okamžitá smrt, ona sama byla uvězněna a následně zazděna tak, aby jen hlava zůstala venku a mohla jí být podávána potrava, než zemřela. Méně rozšířená je druhá teorie, kdy se má jednat o krásnou dceru pana Sezimy, která se ovšem vzepřela příkazu vdát se za muže určeného svým otcem. Za svou neposlušnost proto byla v den svatby zazděna v janovickém zámku do skrýše pod podlahou jedné z komnat, která nejspíše sloužila pro ukládání bohatství.